# Władysław Takliński
Władysław Takliński (ur. 17 grudnia 1875 w Warszawie, zm. 24 stycznia 1940 w Sachsenhausen) – polski naukowiec, profesor zwyczajny inżynier specjalność mechanika teoretyczna, wytrzymałość materiałów.

## Życiorys
Studiował na Uniwersytecie oraz w Instytucie Technologicznym w Petersburgu. Od września 1903 roku wykładał w Morskiej Szkole Wojennej. W 1915 nominowany na pułkownika korpusu inżynierów okrętowych Rosji. W 1922 roku pełnił funkcję wykładowcy w Morskiej Szkole Oficerskiej w Toruniu. Od 1923 roku profesor zwyczajny mechaniki teoretycznej i wytrzymałości materiałów AGH.  W latach 1931–1933 był prorektorem a następnie do 1939 rektorem Akademii Górniczej. Za jego kadencji dokończono wieloletnią budowę gmachu głównego uczelni.
Został aresztowany przez Niemców 6 listopada 1939 podczas Sonderaktion Krakau, następnie wywieziony do obozu koncentracyjnego Sachsenhausen, gdzie zmarł na skutek braku leczenia. Odznaczony Krzyżem Komandorskim Orderu Odrodzenia Polski i Brązowym Medalem za Długoletnią Służbę.